# Őrtilos vasútállomás
Őrtilos vasútállomás egy Somogy vármegyei vasútállomás Őrtilos településen, a MÁV üzemeltetésében.
Külterületek között helyezkedik el, a község központjától mintegy 4,5 kilométerre északnyugatra, közúti elérését a 6804-es útból Zákányfalu északi részén kiágazó 68 118-as számú mellékút teszi lehetővé.

## Vasútvonalak
Az állomást az alábbi vasútvonalak érintik:
- Murakeresztúr–Szentlőrinc-vasútvonal

## Kapcsolódó állomások
A vasútállomáshoz az alábbi állomások vannak a legközelebb:
- Belezna megállóhely (Murakeresztúr–Szentlőrinc-vasútvonal)
- Zákány megállóhely (Murakeresztúr–Szentlőrinc-vasútvonal)

## Biztosítóberendezések
Őrtiloson Integra féle Domino 55 típusú biztosítóberendezés működik mely Murakeresztúr és Gyékényes irányába is ki van egészítve önműködő térközbiztosító berendezéssel Őrtilosra visszajelentett vágányszakaszokon van jelfeladás. Murakeresztúr irányába az AS43-as és az AS59-es nyíltvonali útátjárók Őrtilosra vannak visszajelentve, Gyékényes irányába nincsen visszajelentve útátjáró. Murakeresztúron fényjelzővel kiegészített Siemens-Halske féle míg Gyékényesen Domino 70 féle biztosítóberendezés működik. Az állomás 3 vágánya mind fővágány, mindhárom vágány mellett van peron, valamint a harmadik vágány az átmenő fővágány. 
A vágányok hosszai: az első és a második: 580 méter, a harmadik: 680 méter
Kezdőponti irányba van 1 db állomási teljes csapórudas mechanikus kezelésű sorompó mely elektromos kulcselzáró berendezéssel van bekötve a Domino pultba.

## Forgalom
| Járat               | Útvonal | Gyakoriság                                    |
| ------------------- | --- | --------------------------------------------- |
| személyvonat        | Nagykanizsa – Murakeresztúr – Őrtilos – Zákány – Gyékényes | Napi 1-2 pár                                  |
| személyvonat        | Nagykanizsa – Murakeresztúr – Őrtilos – Zákány – Gyékényes – Berzence – Somogyudvarhely – Bélavár – Vízvár – Babócsa – Péterhida-Komlósd – Barcs – Barcs felső – Középrigóc – Darány – Kisdobsza – Nemeske – Molvány – Szigetvár – Nagypeterd – Szentdénes – Szentlőrinc – Bicsérd – Mecsekalja-Cserkút – Pécs                                                                                             | Napi 1-2 pár                                  |
| személyvonat        | Dombóvár – Dombóvár alsó – Kapospula – Attala – Csoma-Szabadi – Nagyberki – Baté – Kaposhomok – Taszár – Kaposszentjakab – Kaposvár – Kaposújlak – Kaposmérő – Kaposfő – Kiskorpád – Jákó-Nagybajom – Kutas – Beleg – Ötvöskónyi – Somogyszob – Bolhás – Szenta – Zrínyitelep – Csurgó – Porrogszentkirály – Gyékényes – Zákány – Őrtilos – Murakeresztúr – Nagykanizsa                                    | Nagykanizsa felé napi 3, Dombóvár felé napi 5 |
| személyvonat        | (Sopron – Sopronkövesd – Lövő – Bük – Salköveskút-Vassurány –) Szombathely – Püspökmolnári – Vasvár – Zalaszentiván (– Alsónemesapáti – Nagykapornak) – Búcsúszentlászló – Zalaszentmihály-Pacsa (– Pötréte) – Gelse – Nagykanizsa – Murakeresztúr (– Őrtilos) – Gyékényes – Berzence – Somogyudvarhely – Bélavár – Vízvár – Babócsa – Péterhida-Komlósd – Barcs – Darány – Szigetvár – Szentlőrinc – Pécs | Napi 1-2 pár                                  |
| Pannónia InterRégió | Szombathely (– Gyöngyöshermán – Sorkifalud – Szentléránt) – Püspökmolnári – Vasvár (– Pácsony – Győrvár – Egervár-Vasboldogasszony – Zalaszentlőrinc) – Zalaszentiván (– Búcsúszentlászló – Zalaszentmihály-Pacsa – Pötréte – Gelse) – Nagykanizsa – Murakeresztúr (– Őrtilos) – Gyékényes – Berzence (– Somogyudvarhely – Bélavár – Vízvár) – Babócsa – Barcs – Darány – Szigetvár – Szentlőrinc – Pécs   | Napi 3-4 pár                                  |